# Tischtennisweltmeisterschaft 1997
Die 44. Tischtennisweltmeisterschaft fand vom 24. April bis zum 5. Mai 1997 in Manchester (England) im G-Mex Centre statt.
Wegen des Bürgerkrieges in Jugoslawien entzog der Weltverband ITTF 1994 Belgrad die Option, diese WM durchzuführen.
China demonstrierte mit 6 (von 7 möglichen) Goldmedaillen eindrucksvoll seine Vormachtstellung im Tischtennis. Nur im Herreneinzel konnte Jan-Ove Waldner im Finale gegen Wladimir Samsonow die Goldmedaille gewinnen.
Die deutsche Damenmannschaft errang die Bronzemedaille – die erste Medaille nach dem Zweiten Weltkrieg; das deutsche Herrenteam belegte einen ebenfalls hervorragenden 4. Platz, wofür es auch eine Bronzemedaille gab.

## Spielsystem der Mannschaftswettbewerbe
Die Mannschaften werden in zwei Leistungskategorien aufgeteilt. In Kategorie 1 treten diesmal 24 Teams an (statt 16 bei der vorherigen WM). Gemäß der Platzierung bei der WM 1995 werden die besten 24 Mannschaften in die Sechsergruppen A bis D gelost. Die übrigen Mannschaften landen in Kategorie 2 in 16 Gruppen E bis T.
Die Sieger der Gruppen A – D sind für das Viertelfinale qualifiziert. Die Sieger der Gruppen E – T werden in einer K.-o.-Runde auf 4 Mannschaften reduziert. Diese treten dann gegen die Dritten der Gruppen A – D an. Die Gewinner aus diesen Kämpfen ermitteln in einer weiteren Ausscheidungsrunde gegen die Zweitplatzierten der Gruppen die restlichen 4 Teilnehmer des Viertelfinales.
Ab dem Viertelfinale wird im K.-o.-System um den Titel gespielt. Dieses Spielsystem garantiert, dass jede Mannschaft – auch eine aus Kategorie 2 – die Chance hat, Weltmeister zu werden.
Jede Nation kann bis zu 5 Aktive für seine Mannschaft melden. In einem Mannschaftskampf werden davon drei Spieler eingesetzt. Gespielt wird nach dem WM-System für Dreiermannschaften: 5 Einzel, kein Doppel, 2 Gewinnsätze. Hat eine Mannschaft 3 Punkte erreicht, dann wird der Kampf beendet.

## Spielsystem der Individualwettbewerbe
Im Einzel wird der Titel in einem Hauptturnier bestehend aus 128 Teilnehmern im K.-o.-System ermittelt. Für dieses Hauptturnier werden 32 Spieler gesetzt. Die restlichen Teilnehmer müssen sich in vorgeschalteten Gruppen für das Hauptturnier qualifizieren. In Qualifikationsrunden wird jedes Match auf zwei Gewinnsätze gespielt, im Hauptturnier drei Gewinnsätze.
Analog treten im Doppel und Mixed 64 Paare im Hauptturnier an. Davon sind 16 gesetzt, die restlichen Paare müssen sich qualifizieren. Ab dem Viertelfinale wird auf drei Gewinnsätze gespielt, vorher auf zwei Gewinnsätze.

## Abschneiden der Deutschen

### Mannschaftswettbewerb Herren
Deutschland erreichte mit Platz 1 in Gruppe C direkt das Viertelfinale. Dies gelang durch Siege über Hongkong (3:0), Dänemark (3:0), Niederlande (3:1) und Südkorea (3:0). Danach war der Mannschaft Platz 1 sicher, das bedeutungslose letzte Gruppenspiel gegen Polen ging mit 2:3 verloren.
Im Viertelfinale schaltete Deutschland die Mannschaft von Griechenland mit 3:1 aus. Danach war das Team Frankreichs zu stark, das Spiel ging mit 2:3 verloren. Obwohl sowohl der Dritt- als auch der Viertplatzierte die Bronzemedaille erhielten, wurde das Spiel um Platz drei ausgetragen. Hier pausierten Roßkopf und Franz, Südkorea gewann mit 3:2.
Roßkopf verlor bei den Mannschaftskämpfen lediglich ein Spiel, nämlich gegen den Polen Krzeszewski.

### Mannschaftswettbewerb Damen
Erstmals nach dem Krieg gewann Deutschland eine Medaille, zuletzt wurde ein deutsch-österreichisches Team 1939 Weltmeister.
Die Mannschaft setzte sich ungeschlagen in Gruppe C durch; diese Gruppe war im Vorfeld wegen der starken Besetzung gelegentlich als Todesgruppe bezeichnet worden. Deutschland besiegte Italien (3:2), die USA (3:0), Nordkorea (3:2), Hongkong (3:2) und Taiwan (3:1).
Im Viertelfinale schaltete sie Schweden mit 3:2 aus. Danach war sie im Halbfinale gegen den späteren Weltmeister China mit 0:3 ohne Chance. Im Spiel um Platz 3 setzte sie sich mit 3:1 durch.
Beste deutsche Spielerin war Jie Schöpp, die in den Mannschaftskämpfen eine Bilanz von 8:3 erreichte.

### Herreneinzel
Am weitesten brachte es Steffen Fetzner. Er besiegte Alexei Smirnow (RUS) und Kayode Kadiri (SWE), verpasste dann aber durch seine Niederlage gegen den Chinesen Ding Song den Einzug ins Achtelfinale.
Jörg Roßkopf schied bereits eine Runde früher gegen Thomas von Scheele (SWE) aus, nachdem er Frederic Sonnet (BEL) besiegt hatte.
Timo Boll überzeugte bei seiner Debüt-WM. Er setzte sich in den Qualifikationsrunden gegen Zaur Mikailov (AZE), Eyyad Mohd Hamza (BRN) und Daniel Wintersdorff (LUX) durch. In der Hauptrunde unterlag er Petr Korbel (TCH).
Ebenfalls ausscheiden in der ersten Runde des Hauptfeldes musste Peter Franz wegen seiner Niederlage gegen Piotr Skierski (POL).
Auch Torben Wosik musste durch die Qualifikationsrunden. Hier gewann er gegen Sobhi Sobhy (EGY), Leung Chu Yan (HKG) und Juan Carlos Frery (ARG). In der Hauptrunde scheiterte er an Dmitri Masunow (RUS).
Thomas Keinath schied nach seinem Sieg über Gregor Komac (SVN) durch seine Niederlage gegen den Spanier Roberto Casares bereits im Qualifikationsturnier aus.

### Dameneinzel
Nicole Struse kam als einzige Europäerin ins Viertelfinale, wo dann die Chinesin Wu Na zu stark war. Zuvor hatte Struse Tan Paey Fern (SIN), Jolanta Prūsienė (LIT) und Vivien Ellö (HUN) ausgeschaltet.
Olga Nemes erreichte nach Siegen über Mariana Sahakian (ARM), Rika Matsuoka (JPN) und Chai Po Wa (HKG) das Achtelfinale. Hier wurde sie von Qiao Yunping (CHN) gestoppt.
Genauso weit kam Jie Schöpp. Sie gewann gegen Yu Fen Tin (TPE) und Tatsiana Kostromina (BLR), hatte dann aber gegen Wang Hui (CHN) keine Chance.
Die WM-Debütantin Cornelia Böttcher überraschte in Runde 1 mit ihrem klaren Sieg gegen die Nummer 51 der Weltrangliste Gong Yuechun (CHN). Danach verlor sie gegen Ryu Ji-hae (KOR).
Direkt in Runde eins schieden Elke Schall (gegen Tamara Boroš, CRO) und Christina Fischer (gegen Mihaela Steff, ROM) aus.

### Herrendoppel
Erstmals bei einer WM spielten Roßkopf und Fetzner getrennt.
Roßkopf/Uladsimir Samsonau kamen bis ins Viertelfinale. Sie gewannen gegen Barney James Reed/David Zhuang (USA), Thierry Cabrera/Nicolas Chatelain (BEL/FRA) und Karlsson/von Scheele (SWE). Die späteren Weltmeister Kong Linghui/Liu Guoliang (CHN) setzten sich danach aber durch.
Fetzner/Boll kamen durch einen Sieg über Ioannis Kordoutis/Ioannis Vlotinos (GRE) unter die letzten 32 Doppel. Hier war gegen die Chinesen Ma Lin/Wang Tao Endstation.
Genauso weit kam das Doppel Peter Franz/Petr Korbel (GER/TCH) nach einem Sieg über Lucjan Błaszczyk/Tomasz Krzeszewski (POL). Wegen Verletzung verzichteten sie danach auf die Begegnung mit Kalinikos Kreanga/Zoran Primorac (GRE/CRO).
Thomas Keinath/Torben Wosik überstanden die Qualifikationsrunde durch Siege über Paul Langley/Russ Lavale (AUS), Kenneth Ström/Stian Winther (NOR) und Sasa Ignjatović/Gregor Komac (SLO). In der Hauptrunde unterlagen sie den Schweden Karlsson/von Scheele.

### Damendoppel
Lediglich das Doppel Elke Schall/Nicole Struse überstand die erste Runde. Sie besiegten Armine Makinyan/Mariana Sahakian (ARM), verloren danach jedoch gegen die Japanerinnen Ai Sakata/Yuki Takakusa.
Sofort ausgeschieden waren Olga Nemes/Jie Schöpp (gegen Kim Boon-sik/Kim Moo-kyo, KOR) und Cornelia Böttcher/Christina Fischer (gegen Alessia Arisi/Laura Negrisoli, ITA).

### Mixed
Im Mixed scheiterten Ntaniel Tsiokas/Jie Schöpp (GRE/GER) erst im Achtelfinale an Ding Song/Wang Hui (CHN). Zuvor hatten sie Yaniv Sharon/Marina Kravchenko (ISR), Yu Manh Cuong/Do Thuy Ngo (VIE) und Yang Min/Alessia Arisi (ITA) ausgeschaltet.
Torben Wosik/Christina Fischer gewannen gegen Alexei Smirnow/Anna Isaeva (RUS/HUN) und Shinnosuke Kiho/Aya Umemura (JPN). In Runde 3 verloren sie gegen Patrick Chila/Åsa Svensson (FRA/SWE).
Steffen Fetzner/Elke Schall traten nach Siegen über Euan Alexander Walker/Sarah Hurry (SCO) und Akira Takashi/Rika Satō (JPN) in Runde 3 wegen einer Verletzung Fetzners gegen Chinag Peng Lung/Chen Jing (TPE) nicht mehr an.
Ebenfalls verletzungsbedingt verzichteten Peter Franz/Nicole Struse auf einen Start.
Thomas Keinath/Olga Nemes kamen gegen Mark Smythe/Magdalena Gorowska (AUS/POL) weiter, nicht aber gegen Aleksandar Karakašević/Csilla Bátorfi (YUG/HUN).
In der Qualifikationsrunde setzen sich Timo Boll/Cornelia Böttcher gegen Ryan Jenkins/Bethan Deborah Daunton (WAL) und Marc Schreiber/Sandra Busin (SUI) durch. In der Hauptrunde verloren sie gegen Ma Lin/Wang Chen (CHN).

## Wissenswertes
- 114 Nationen waren bei dieser WM vertreten. 112 Herren- und 83 Damenteams sowie etwa 1000 Aktive und etwa 600 Schiedsrichter waren im Einsatz.
- Jan-Ove Waldner wird ohne einzigen Satzverlust Weltmeister (7:0 Spiele, 21:0 Sätze)
- Jan-Ove Waldner erhält vom SCI den Richard Bergmann Fair Play Preis.
- Die Chinesin Deng Yaping erhält vom SCI den Victor Barna Preis.
- Die Mannschaften von Katar, Iran und Algerien traten gegen Israel nicht an. Manche vermuteten politische Gründe.[2]
- Der Deutsche Wieland Speer – früher Trainer der Damenmannschaft vom TTC Assenheim und Geschäftsführer des Hessischen TT-Verbandes – trainierte die Mannschaft der Malediven.[3]
- Hans-Dieter Viehmann (Rheinhausen) war einer von zwei deutschen Schiedsrichtern.[4]
- Deutschland hatte auch erwogen, sich für die Austragung der WM 1997 zu bewerben, jedoch 1994 wegen finanzieller Risiken auf eine Bewerbung verzichtet.[5]
- Der ITTF veranstaltete ein Rahmenturnier, wo mit 40 mm Bällen (statt 38 mm) experimentiert wurde. Das Ergebnis dieses Versuchs war nicht brauchbar.[6]

## Ergebnisse
Folgende Deutsche nahmen nur an den Individualwettbewerben teil:
- Herren: Timo Boll
- Damen: Cornelia Böttcher

| Wettbewerb        | Rang | Sieger                                                                                              |
| ----------------- | ---- | --------------------------------------------------------------------------------------------------- |
| Mannschaft Herren | 1.   | China (Kong Linghui, Liu Guoliang, Wang Tao, Ding Song, Ma Wenge)                                   |
| Mannschaft Herren | 2.   | Frankreich (Patrick Chila, Jean-Philippe Gatien, Nicolas Chatelain, Christophe Legoût, Damien Éloi) |
| Mannschaft Herren | 3.   | Korea (Kim Taek-soo, Yoo Nam-kyu, Lee Chul-seung, Oh Sang-eun, Chu Kyo-sung)                        |
| Mannschaft Herren | 4.   | Deutschland (Steffen Fetzner, Peter Franz, Thomas Keinath, Jörg Roßkopf, Torben Wosik)              |
| Mannschaft Herren | 10.  | Österreich (Ding Yi, Karl Jindrak, Kostadin Lengerov, Qianli Qian, Werner Schlager)                 |
| Mannschaft Herren | 49.  | Schweiz (Ivan Jecic, Thierry Miller, Marc Schreiber, Jens Sidler)                                   |
| Mannschaft Damen  | 1.   | China (Wang Chen, Li Ju, Wang Nan, Deng Yaping, Yang Ying)                                          |
| Mannschaft Damen  | 2.   | Nordkorea (Tu Jong-sil, Kim Hyon-hui, Wi Bok-sun)                                                   |
| Mannschaft Damen  | 3.   | Deutschland (Olga Nemes, Elke Schall, Nicole Struse, Jie Schöpp, Christina Fischer)                 |
| Mannschaft Damen  | 35.  | Schweiz (Sandra Busin, Melanie Eggel, Daniela Oberholzer, Tu Dai Yong)                              |
| Mannschaft Damen  | 39.  | Österreich (Karin Albustin, Edith Glanzer, Ulrike Kraxner, Michaela Rieder)                         |
| Herren Einzel     | 1.   | Jan-Ove Waldner – SWE                                                                               |
| Herren Einzel     | 2.   | Wladimir Samsonow – BLR                                                                             |
| Herren Einzel     | 3.   | Kong Linghui – CHN                                                                                  |
| Herren Einzel     | 3.   | Yan Sen – CHN                                                                                       |
| Damen Einzel      | 1.   | Deng Yaping – CHN                                                                                   |
| Damen Einzel      | 2.   | Wang Nan – CHN                                                                                      |
| Damen Einzel      | 3.   | Li Ju – CHN                                                                                         |
| Damen Einzel      | 3.   | Wu Na – CHN                                                                                         |
| Herren Doppel     | 1.   | Kong Linghui/Liu Guoliang – CHN                                                                     |
| Herren Doppel     | 2.   | Jan-Ove Waldner/Jörgen Persson – SWE                                                                |
| Herren Doppel     | 3.   | Jean-Philippe Gatien/Damien Éloi – FRA                                                              |
| Herren Doppel     | 3.   | Kōji Matsushita/Hiroshi Shibutani – JPN                                                             |
| Damen Doppel      | 1.   | Deng Yaping/Yang Ying – CHN                                                                         |
| Damen Doppel      | 2.   | Wang Nan/Li Ju – CHN                                                                                |
| Damen Doppel      | 3.   | Qiao Yunping/Wang Hui – CHN                                                                         |
| Damen Doppel      | 3.   | Cheng Hongxia – CHN/Chai Po Wa – HKG                                                                |
| Mixed             | 1.   | Liu Guoliang/Wu Na – CHN                                                                            |
| Mixed             | 2.   | Kong Linghui/Deng Yaping – CHN                                                                      |
| Mixed             | 3.   | Wang Liqin/Wang Nan – CHN                                                                           |
| Mixed             | 3.   | Chiang Peng-Lung – TPE/Chen Jing – CHN                                                              |

## Medaillenspiegel
| Rang  | Land                | Gold | Silber | Bronze | Gesamt |
| ----- | ------------------- | ---- | ------ | ------ | ------ |
| 1     | Volksrepublik China | 6    | 3      | 7      | 16     |
| 2     | Schweden            | 1    | 1      | 0      | 2      |
| 3     | Frankreich          | 0    | 1      | 1      | 2      |
| 4     | Nordkorea           | 0    | 1      | 0      | 1      |
| 4     | Belarus             | 0    | 1      | 0      | 1      |
| 6     | Deutschland         | 0    | 0      | 1      | 1      |
| 6     | Japan               | 0    | 0      | 1      | 1      |
| 6     | Südkorea            | 0    | 0      | 1      | 1      |
| 8     | Hongkong            | 0    | 0      | 0,5    | 0,5    |
| 8     | Chinesisch Taipeh   | 0    | 0      | 0,5    | 0,5    |
| Total | Total               | 7    | 7      | 12     | 26     |